# Pacte civil de solidarité
Pacte civil de solidarité, PACS (Cywilna Umowa Solidarności, Pakt Solidarności) – rejestrowany związek partnerski we Francji, legalizujący związki nieformalne między dwojgiem osób bez względu na płeć, istniejący od 1999 roku. W 2001 roku również szwajcarski kanton Genewa wprowadził PACS.

## Konsekwencje prawne
PACS powstał w czasie, gdy Lionel Jospin był na czele francuskiego rządu, mimo protestów ze strony prawicy i organizacji chrześcijańskich. Niesie on ze sobą wspólne deklaracje majątkowe od momentu zarejestrowania (do 2006 roku: po trzech latach od rejestracji związku), nowe zasady dziedziczenia, opiekę społeczną oraz współodpowiedzialność za długi (zaciągnięte w czasie związku na potrzeby życia codziennego). Nie pozwala on jednak na wspólną adopcję dzieci, partnerzy zachowują również rozdzielność majątkową (o ile ich kontrakt nie przewiduje inaczej). PaCS, podobnie jak małżeństwo, zwalnia od podatku spadkowego po zmarłym partnerze (konieczne jest jednak spisanie testamentu; sam kontrakt nie gwarantuje, że partner automatycznie stanie się spadkobiercą).
Rozwiązanie PACSu jest uproszczone w porównaniu do małżeństwa: wystarczy, by jeden z partnerów wysłał do odpowiedniego urzędu w swojej miejscowości (tribunal d’instance) list polecony informujący o zerwaniu paktu cywilnego. Efekt takiej deklaracji jest natychmiastowy.

## Statystyki
W niespełna półtora miesiąca po zalegalizowaniu prawa w całej Francji zarejestrowano 6211 Obywatelskich Umów Solidarności. W regionie paryskim 75% umów podpisały pary homoseksualne (później dane na temat orientacji seksualnej sygnatariuszy umów utajniono). Jedynie 70 spośród 473 uprawnionych sądów we Francji nie odnotowało wpłynięcia wniosków o zalegalizowanie związku. Najwięcej umów (1914) zawarto w Île-de-France, w Nantes 136, w Grenoble 119 i w Lille 101. Zdecydowanie mniej umów odnotowały tradycyjnie prawicowe miasta francuskiego Południa: Marsylia (77), Tuluza (73) i Tulon (31), gdzie w sumie podpisano mniej umów niż w Dunkierce czy Limoges. Według parlamentarnego raportu ze stycznia 2006 roku 170,000 par zawarło PACS.
90% umów partnerskich zawartych we Francji w 2006 roku dotyczyło par heteroseksualnych. PACS-y stanowiły 17,7% wszystkich rodzajów legalnych związków zawieranych we Francji w 2005 roku (reszta to małżeństwa).
W szwajcarskim kantonie Genewa do lutego 2005 roku związek taki zawarło 215 par jednopłciowych i 54 pary przeciwnej płci, a 19 już zawartych związków rozwiązano.
W roku 2007 zawarto 102 tys. PACS-ów we Francji (33% wzrost w stosunku do 2006 r.), w tym samym roku odnotowano spadek małżeństw, których zawarto 266 tys. Odsetek rozpadu związków dla PACS był nieznacznie większy (18,9%) niż dla małżeństw (18,2%). W 2010 roku zawarto 205 558 PACS-ów (9 143 par homoseksualnych i 196 415 par heteroseksualnych) oraz 251 654 małżeństw.
Słowo „pacs” weszło na stałe do języka francuskiego. Tak też powstał czasownik pacser, oznaczający akt zawarcia PACS-u; un couple pacsé – para „spaksowana”, se pacser – zawrzeć PACS.